# Oranienbaum-Wörlitz
Oranienbaum-Wörlitz is een gemeente in de Duitse deelstaat Saksen-Anhalt, gelegen in de Landkreis Wittenberg. De gemeente telt 8.206 inwoners. De gemeente is op 1 januari 2011 ontstaan door de fusie van toenmalige zelfstandige gemeenten Brandhorst, Gohrau, Griesen, Horstdorf, Kakau, Oranienbaum, Rehsen, Riesigk, Vockerode en Wörlitz.
Annaburg ·
Bad Schmiedeberg ·
Coswig (Anhalt) ·
Gräfenhainichen ·
Jessen (Elster) ·
Kemberg ·
Oranienbaum-Wörlitz ·
Wittenberg ·
Zahna-Elster